# Kup europskih prvaka 1970./71. (košarka)
Ovo je četrnaesto izdanje Kupa europskih prvaka u košarci. Sudjelovalo je 27 momčadi. Završnica je odigrana u Antwerpenu 8. travnja 1971. Jugoslavija je imala jednog predstavnika: ljubljansku AŠK Olimpiju.

## Turnir

### Poluzavršnica
- Ignis Varese -  Real Madrid 82:59, 66:74
- TJ Slavija VŠ Prag -  CSKA Moskva 83:68, 67:94

### Završnica
- CSKA Moskva -  Ignis Varese 67:53

- europski prvak:  CSKA Moskva (četvrti naslov)
  - sastav ([1]): Aleksandr Kulkov, Ivan Edeško, Valerij Miloserdov, Nikolaj Gilgner, Vadim Kapranov, Vladimir Iljuk, Sergej Belov, Nikolaj Kovyrkin, Alžan Žarmuchamedov, Boris Subbotin	, Jevgenij Kovalenko, Vladimir Andrejev, Nikolaj Krjučkov, Vladimir Zakharov, Sergey Yastrebov, Jurij Seličov, Rudolf Nesterov, Nikolay Bolvačev, trener Aleksandr Gomel'skij